# تیم ملی فوتبال زیر ۲۳ سال مصر
تیم ملی فوتبال زیر ۲۳ سال مصر (عربی: منتخب مصر الأولیمبی) یا تیم ملی فوتبال المپیک مصر نمایندهٔ فوتبال کشور مصر در بازی‌های فوتبال زیر ۲۳ سال و بازی‌های المپیک تابستانی است.

### نتایج در بازی‌های المپیک
| فوتبال در بازی‌های المپیک تابستانی | فوتبال در بازی‌های المپیک تابستانی | فوتبال در بازی‌های المپیک تابستانی | فوتبال در بازی‌های المپیک تابستانی | فوتبال در بازی‌های المپیک تابستانی | فوتبال در بازی‌های المپیک تابستانی | فوتبال در بازی‌های المپیک تابستانی | فوتبال در بازی‌های المپیک تابستانی | فوتبال در بازی‌های المپیک تابستانی | فوتبال در بازی‌های المپیک تابستانی | فوتبال در بازی‌های المپیک تابستانی | فوتبال در بازی‌های المپیک تابستانی | فوتبال در بازی‌های المپیک تابستانی | فوتبال در بازی‌های المپیک تابستانی |
| حضور: ۱۱                          | حضور: ۱۱                          | حضور: ۱۱                          | حضور: ۱۱                          | حضور: ۱۱                          | حضور: ۱۱                          | حضور: ۱۱                          | حضور: ۱۱                          | صعود: ۱۳                          | صعود: ۱۳                          | صعود: ۱۳                          | صعود: ۱۳                          | صعود: ۱۳                          | صعود: ۱۳                          |
| سال/میزبان                        | مرحله                             | Pld                               | W                                 | D                                 | L                                 | GF                                | GA                                | Pld                               | W                                 | D                                 | L                                 | GF                                | GA                                |
| --------------------------------- | --------------------------------- | --------------------------------- | --------------------------------- | --------------------------------- | --------------------------------- | --------------------------------- | --------------------------------- | --------------------------------- | --------------------------------- | --------------------------------- | --------------------------------- | --------------------------------- | --------------------------------- |
| ۱۸۹۶                              | بدون مسابقات فوتبال               | بدون مسابقات فوتبال               | بدون مسابقات فوتبال               | بدون مسابقات فوتبال               | بدون مسابقات فوتبال               | بدون مسابقات فوتبال               | بدون مسابقات فوتبال               | بدون مسابقات فوتبال               | بدون مسابقات فوتبال               | بدون مسابقات فوتبال               | بدون مسابقات فوتبال               | بدون مسابقات فوتبال               | بدون مسابقات فوتبال               |
| ۱۹۰۰                              | شرکت نگرد                         | شرکت نگرد                         | شرکت نگرد                         | شرکت نگرد                         | شرکت نگرد                         | شرکت نگرد                         | شرکت نگرد                         | شرکت نگرد                         | شرکت نگرد                         | شرکت نگرد                         | شرکت نگرد                         | شرکت نگرد                         | شرکت نگرد                         |
| ۱۹۰۴                              | شرکت نگرد                         | شرکت نگرد                         | شرکت نگرد                         | شرکت نگرد                         | شرکت نگرد                         | شرکت نگرد                         | شرکت نگرد                         | شرکت نگرد                         | شرکت نگرد                         | شرکت نگرد                         | شرکت نگرد                         | شرکت نگرد                         | شرکت نگرد                         |
| ۱۹۰۸                              | شرکت نگرد                         | شرکت نگرد                         | شرکت نگرد                         | شرکت نگرد                         | شرکت نگرد                         | شرکت نگرد                         | شرکت نگرد                         | شرکت نگرد                         | شرکت نگرد                         | شرکت نگرد                         | شرکت نگرد                         | شرکت نگرد                         | شرکت نگرد                         |
| ۱۹۱۲                              | شرکت نگرد                         | شرکت نگرد                         | شرکت نگرد                         | شرکت نگرد                         | شرکت نگرد                         | شرکت نگرد                         | شرکت نگرد                         | شرکت نگرد                         | شرکت نگرد                         | شرکت نگرد                         | شرکت نگرد                         | شرکت نگرد                         | شرکت نگرد                         |
| ۱۹۲۰                              | مرحله اول                         | 1                                 | 0                                 | 0                                 | 1                                 | 1                                 | 2                                 | عدم صعود                          | عدم صعود                          | عدم صعود                          | عدم صعود                          | عدم صعود                          | عدم صعود                          |
| ۱۹۲۴                              | یک چهارم نهایی                    | ۲                                 | ۱                                 | ۰                                 | ۱                                 | ۳                                 | ۵                                 | عدم صعود                          | عدم صعود                          | عدم صعود                          | عدم صعود                          | عدم صعود                          | عدم صعود                          |
| ۱۹۲۸                              | مقام چهارم                        | ۴                                 | ۲                                 | ۰                                 | ۲                                 | ۱۲                                | ۱۹                                | عدم صعود                          | عدم صعود                          | عدم صعود                          | عدم صعود                          | عدم صعود                          | عدم صعود                          |
| ۱۹۳۲                              | بدون مسابقات فوتبال               | بدون مسابقات فوتبال               | بدون مسابقات فوتبال               | بدون مسابقات فوتبال               | بدون مسابقات فوتبال               | بدون مسابقات فوتبال               | بدون مسابقات فوتبال               | بدون مسابقات فوتبال               | بدون مسابقات فوتبال               | بدون مسابقات فوتبال               | بدون مسابقات فوتبال               | بدون مسابقات فوتبال               | بدون مسابقات فوتبال               |
| ۱۹۳۶                              | مرحله اول                         | 1                                 | 0                                 | 0                                 | 1                                 | 1                                 | 3                                 | عدم صعود                          | عدم صعود                          | عدم صعود                          | عدم صعود                          | عدم صعود                          | عدم صعود                          |
| ۱۹۴۸                              | مرحله اول                         | ۱                                 | ۰                                 | ۰                                 | ۱                                 | ۱                                 | ۳                                 | عدم صعود                          | عدم صعود                          | عدم صعود                          | عدم صعود                          | عدم صعود                          | عدم صعود                          |
| ۱۹۵۲                              | مرحله اول                         | ۲                                 | ۱                                 | ۰                                 | ۱                                 | ۶                                 | ۷                                 | عدم صعود                          | عدم صعود                          | عدم صعود                          | عدم صعود                          | عدم صعود                          | عدم صعود                          |
| ۱۹۵۶                              | انصراف                            | انصراف                            | انصراف                            | انصراف                            | انصراف                            | انصراف                            | انصراف                            | ۲                                 | ۲                                 | ۰                                 | ۰                                 | ۹                                 |                                   |
| ۱۹۶۰                              | مرحله اول                         | ۳                                 | ۰                                 | ۱                                 | ۲                                 | ۴                                 | ۱۱                                | ۴                                 | ۳                                 | ۰                                 | ۱                                 | ۱۱                                | ۵                                 |
| ۱۹۶۴                              | مقام چهارم                        | ۶                                 | ۲                                 | ۱                                 | ۳                                 | ۱۸                                | ۱۶                                | ۴                                 | ۳                                 | ۱                                 | ۰                                 | ۱۴                                | ۶                                 |
| ۱۹۶۸                              | انصراف                            | انصراف                            | انصراف                            | انصراف                            | انصراف                            | انصراف                            | انصراف                            | انصراف                            | انصراف                            | انصراف                            | انصراف                            | انصراف                            | انصراف                            |
| ۱۹۷۲                              | عدم صعود                          | عدم صعود                          | عدم صعود                          | عدم صعود                          | عدم صعود                          | عدم صعود                          | عدم صعود                          | ۲                                 | ۱                                 | ۰                                 | ۱                                 | ۲                                 | ۳                                 |
| ۱۹۷۶                              | عدم صعود                          | عدم صعود                          | عدم صعود                          | عدم صعود                          | عدم صعود                          | عدم صعود                          | عدم صعود                          | ۲                                 | ۰                                 | ۱                                 | ۱                                 | ۱                                 | ۲                                 |
| ۱۹۸۰                              | انصراف                            | انصراف                            | انصراف                            | انصراف                            | انصراف                            | انصراف                            | انصراف                            | ۴                                 | ۱                                 | ۳                                 | ۰                                 | ۷                                 | ۴                                 |
| ۱۹۴۸                              | یک چهارم نهایی                    | ۴                                 | ۱                                 | ۱                                 | ۲                                 | ۵                                 | ۵                                 | ۶                                 | ۳                                 | ۲                                 | ۱                                 | ۶                                 | ۳                                 |
| ۱۹۸۸                              | عدم صعود                          | عدم صعود                          | عدم صعود                          | عدم صعود                          | عدم صعود                          | عدم صعود                          | عدم صعود                          | ۴                                 | ۲                                 | ۱                                 | ۱                                 | ۷                                 | ۲                                 |
| مجموع                             | ۹/۱۹                              | ۲۴                                | ۷                                 | ۳                                 | ۱۴                                | ۵۱                                | ۷۱                                | ۲۸                                | ۱۵                                | ۸                                 | ۵                                 | ۵۷                                | ۲۸                                |
| ۱۹۹۲                              | مرحله اول                         | ۳                                 | ۱                                 | ۰                                 | ۲                                 | ۵                                 | ۶                                 | ۶                                 | ۴                                 | ۲                                 | ۰                                 | ۱۱                                | ۳                                 |
| ۱۹۹۶                              | عدم صعود                          | عدم صعود                          | عدم صعود                          | عدم صعود                          | عدم صعود                          | عدم صعود                          | عدم صعود                          | ۴                                 | ۲                                 | ۱                                 | ۱                                 | ۵                                 | ۴                                 |
| ۲۰۰۰                              | عدم صعود                          | عدم صعود                          | عدم صعود                          | عدم صعود                          | عدم صعود                          | عدم صعود                          | عدم صعود                          | ۸                                 | ۴                                 | ۳                                 | ۱                                 | ۱۵                                | ۹                                 |
| ۲۰۰۴                              | عدم صعود                          | عدم صعود                          | عدم صعود                          | عدم صعود                          | عدم صعود                          | عدم صعود                          | عدم صعود                          | ۶                                 | ۰                                 | ۰                                 | ۶                                 | ۱                                 | ۱۳                                |
| ۲۰۰۸                              | عدم صعود                          | عدم صعود                          | عدم صعود                          | عدم صعود                          | عدم صعود                          | عدم صعود                          | عدم صعود                          | ۴                                 | ۱                                 | ۲                                 | ۱                                 | ۶                                 | ۴                                 |
| ۲۰۱۲                              | یک چهارم نهایی                    | ۴                                 | ۱                                 | ۱                                 | ۲                                 | ۶                                 | ۸                                 | ۹                                 | ۵                                 | ۱                                 | ۳                                 | ۱۲                                | ۶                                 |
| ۲۰۱۶                              | عدم صعود                          | عدم صعود                          | عدم صعود                          | عدم صعود                          | عدم صعود                          | عدم صعود                          | عدم صعود                          | ۱                                 | ۱                                 | ۰                                 | ۰                                 | ۴                                 | ۰                                 |
| Total                             | ۲/۶                               | ۷                                 | ۲                                 | ۱                                 | ۴                                 | ۱۱                                | ۱۴                                | ۳۷                                | ۱۶                                | ۹                                 | ۱۲                                | ۵۴                                | ۳۹                                |